# Via Faenza
Via Faenza è una via del centro storico di Firenze che va da Piazza Madonna degli Aldobrandini (davanti alle Cappelle Medicee di San Lorenzo) al Viale Filippo Strozzi, in particolare alla Fortezza da Basso. 

## Storia ed edifici principali
Anticamente la via era lunga circa la metà, solo fino a via Nazionale, e si chiamava Via di Porta a Faenza perché terminava con l'omonima porta nelle mura duecentesche. A sua volta la porta non prendeva il nome da una strada verso la città romagnola, ma dal monastero, proprio su questa strada, delle monache vallombrosane faentine, fondato dalla stessa santa Umiltà. Il monastero venne soppresso verso il 1534, quando venne costruita la Fortezza da Basso che ne richiese la demolizione, mentre alle monache venne dato in sostituzione il convento di San Salvi.
La via è rimasta comunque caratterizzata dalla presenza religiosa. Davanti a Via Bernardo Cennini esiste ancora la chiesa di San Giuliano, già appartenuta a un omonimo monastero femminile consacrato nel 1585 e soppresso nel 1808. Oggi ha riacquistato la sua funzione religiosa ospitando la Casa Generalizia della Congregazione delle Figlie Povere di San Giuseppe Calasanzio.
Poco distante, il grande ex-Educandato di Fuligno, già convento di Sant'Onofrio, occupa una lunga parte del lato nord della via con le sue due cappelle dal tipico tetto a capanna. Fondato verso il 1300 ha subito numerosi ammodernamenti nei secoli. Oggi l'edificio è conosciuto perché ospita il Museo del Cenacolo del Perugino, già nel refettorio del convento.
Il palazzetto chiamato Villa Strozzi fu abitato dal segretario diplomatico Alphonse de Lamartine, che vi ospitò Stendhal nel 1828, quando il grande romanziere francese stava scrivendo Il rosso e il nero. Proprio dalla visita di Stendhal a Firenze fu nominata la cosiddetta Sindrome di Stendhal.
Quasi all'angolo con Via Nazionale si trova un grande tabernacolo affrescato entro una cornice di pietra serena, con la Madonna col bambino, San Rocco, San Giuseppe, San Filippo Neri, San Carlo Borromeo e San Giovannino dipinto da Giovanni da San Giovanni verso il 1600.
Passata Via Nazionale si incontra un'altra chiesa sulla destra, San Jacopo in Campo Corbolini, dall'inconsueto portico sulla facciata con arcate a tutto sesto su massicci capitelli scolpiti, risalente ai secoli XII-XIII e raro esempio di atrium medievale giunto fino ai nostri tempi. Già appartenuto ai Templari e ai Cavalieri di Malta, all'interno ha un aspetto trecentesco, con un'unica navata divisa in due campate con volta a crociera. 
Quasi antistante, al numero 56, si trova il piccolo Cinema Ciak Atelier, oggi chiuso, specializzato in cinema europeo e d'essai in prima visione. La sala proiezione, risalente ai primi anni '80, è un gradevole esempio di misurate proporzioni, con sobrie ma eleganti decorazioni, ed una significativa testimonianza dell'architettura cittadina dell'epoca.

## Lapidi
- Al numero 7 un'iscrizione ricorda la casa natale di Bernardo Cennini.
- Al numero 12 una lapide ricorda l'attrice Paola Pezzaglia.
- Al numero 56 un grande medaglione in ceramica colorata su fondo giallo ricorda Gaspero Barbera, tipografo e editore torinese.
- Al numero 93 una targa ricorda Alphonse de Lamartine.

## Altre immagini

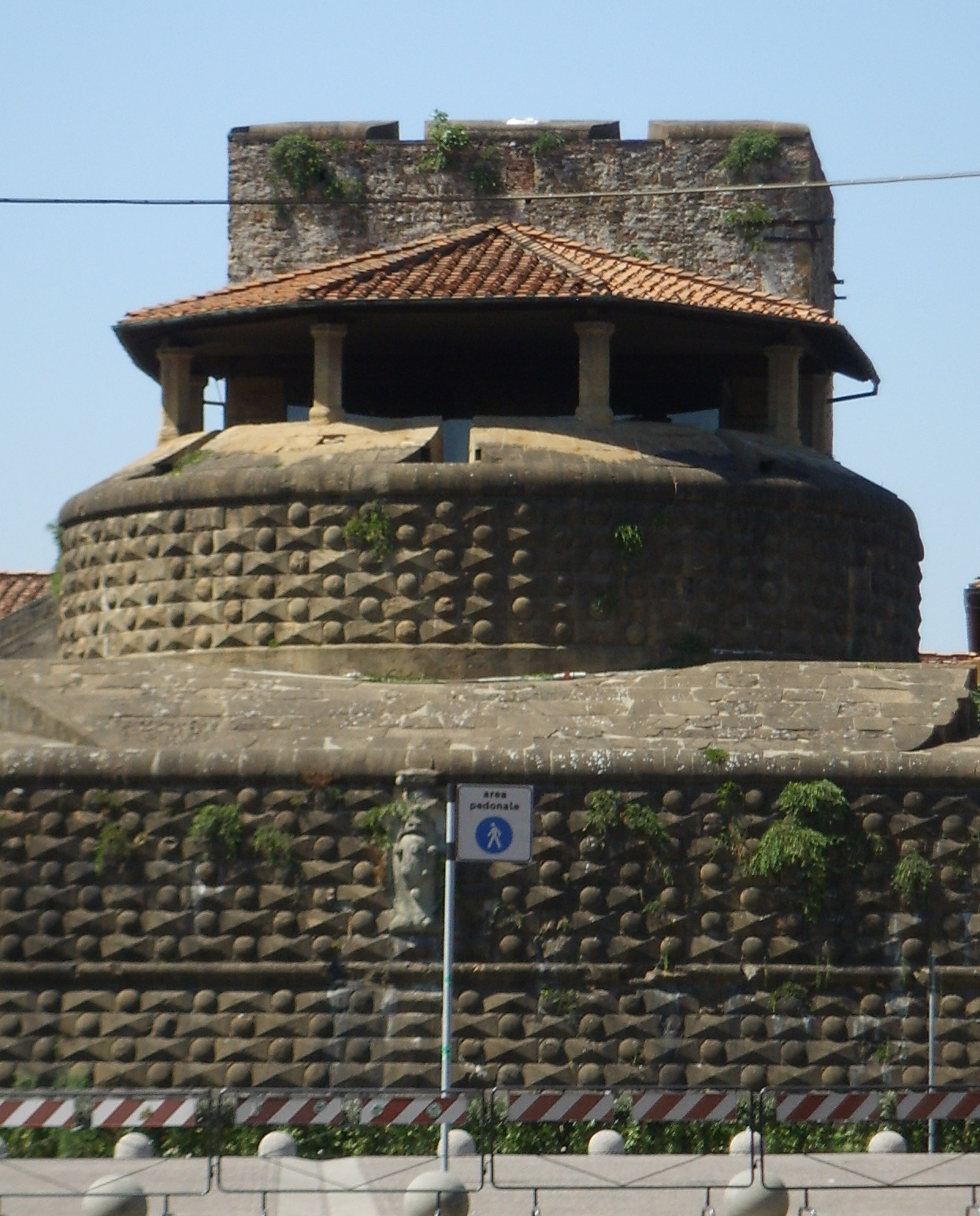
I resti di Porta Faenza inglobati nella Fortezza da Basso
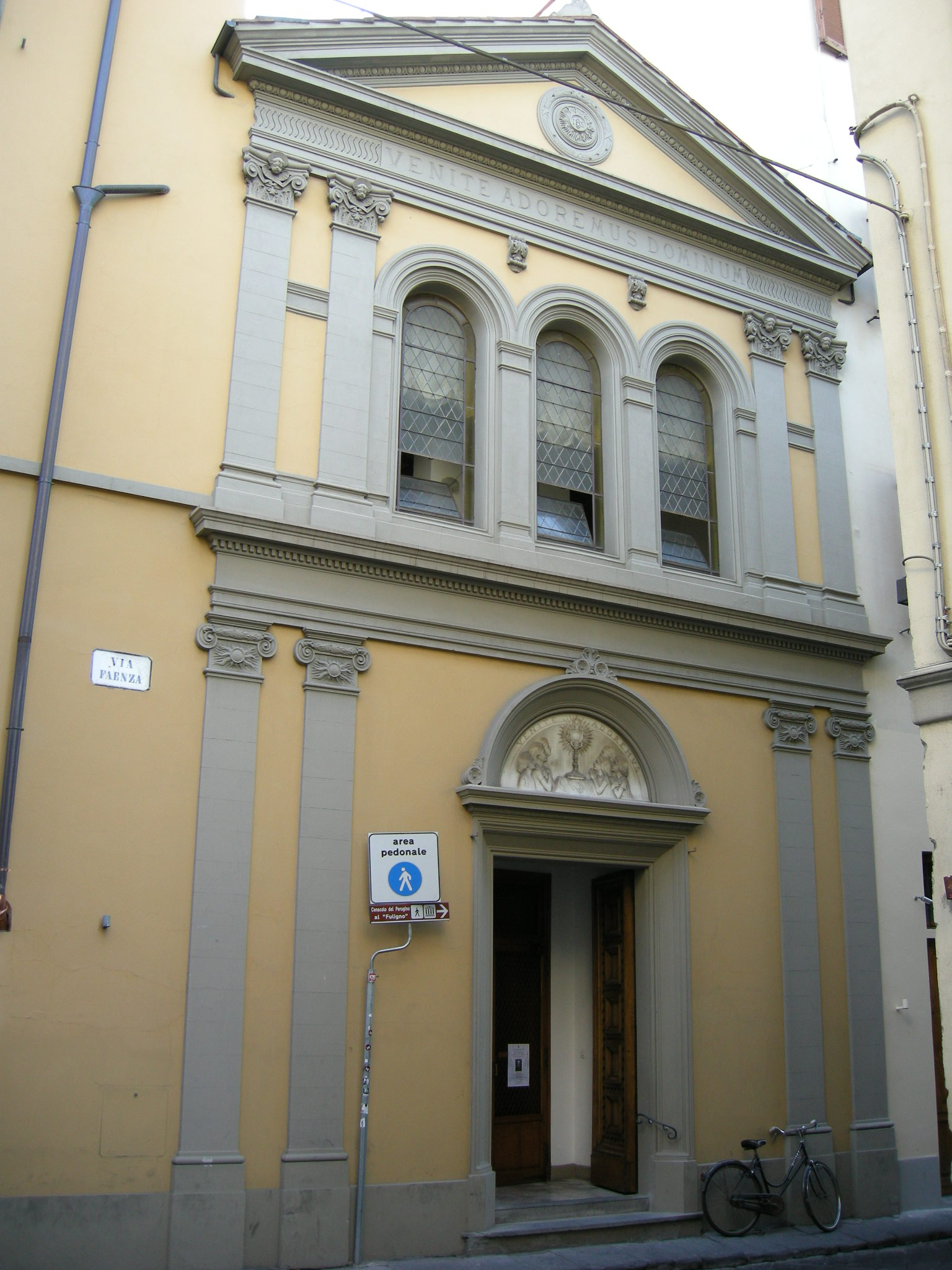
San Giuliano
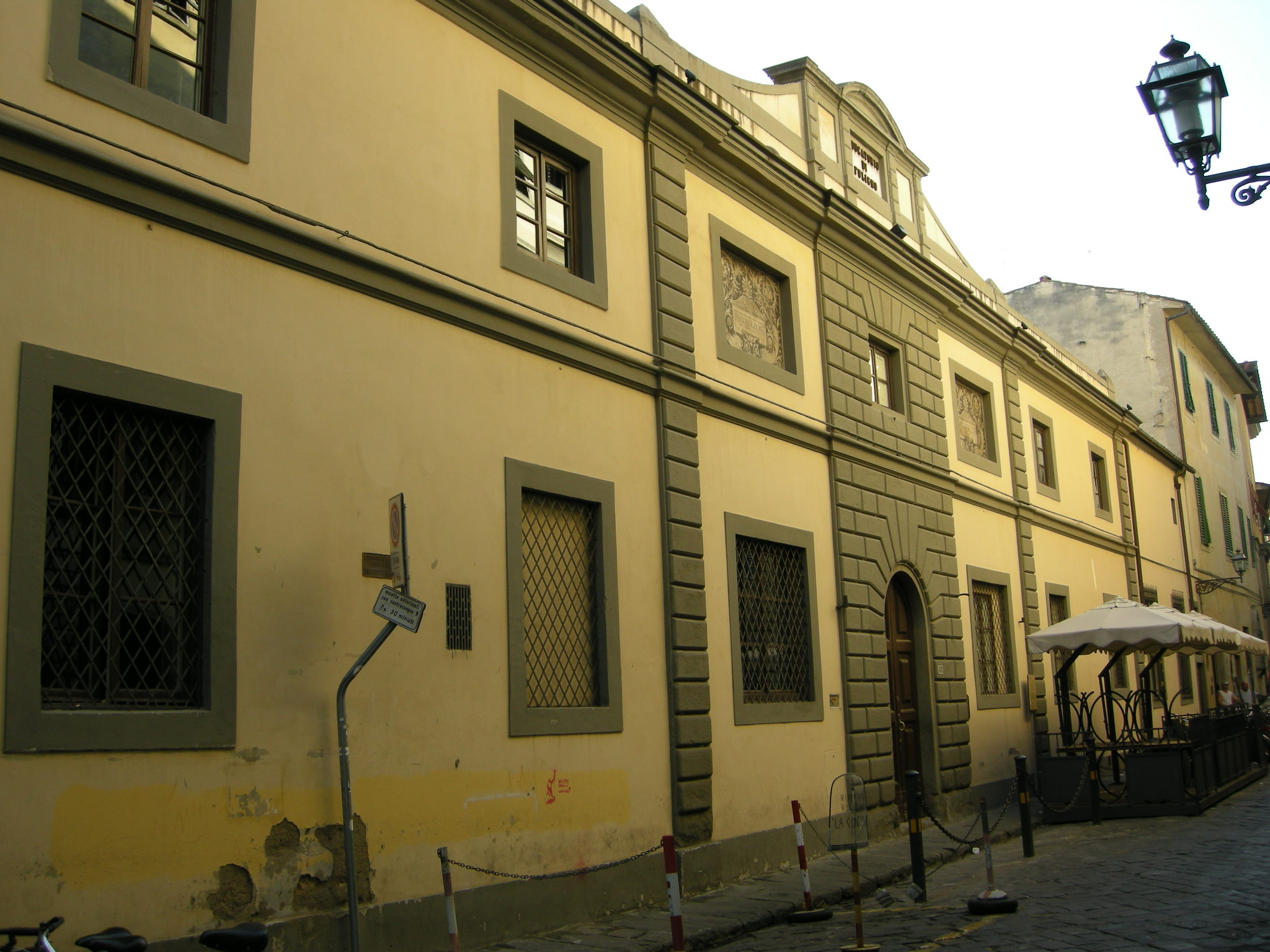
L'ex-monastero di Fuligno
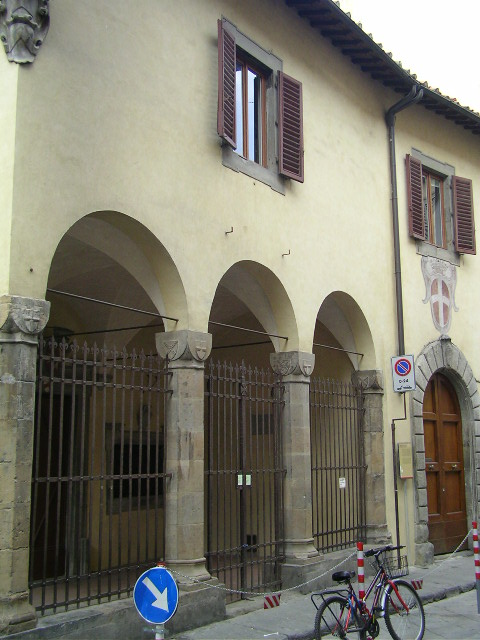
San Jacopo in Campo Corbolini
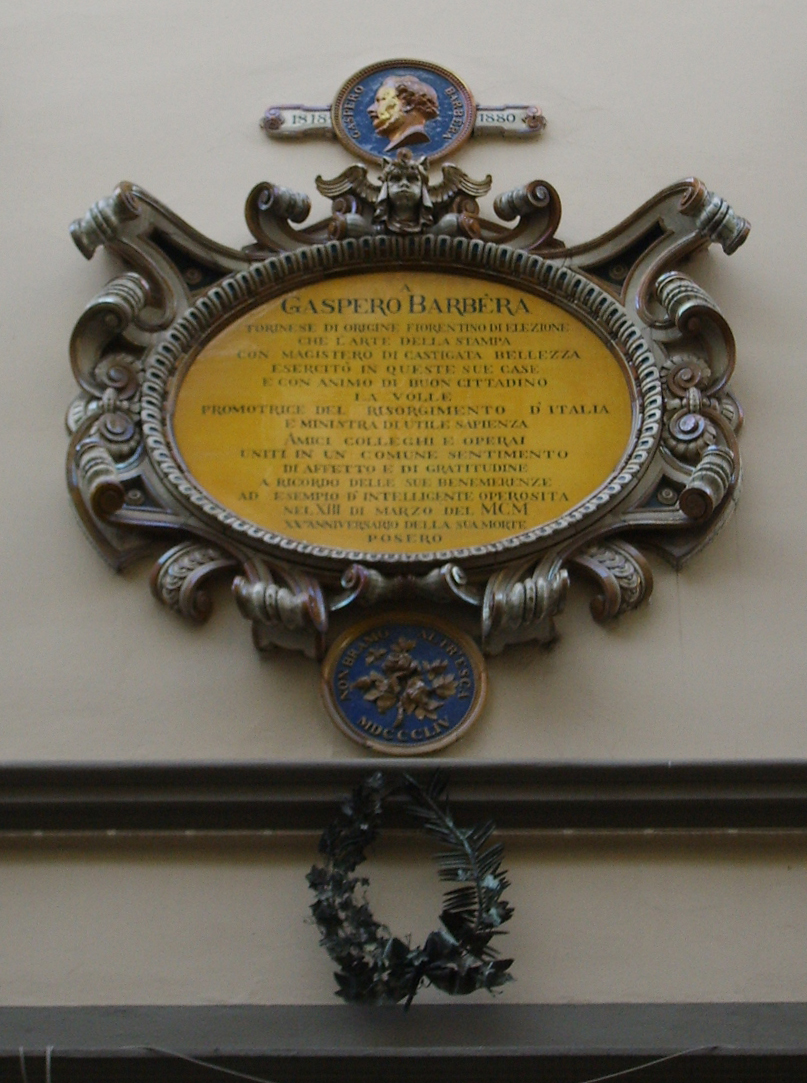
Targa su Gaspero Barbera
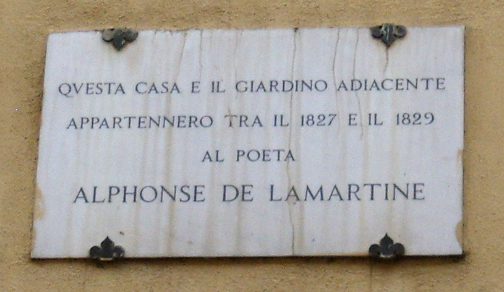
Targa su Lamartine
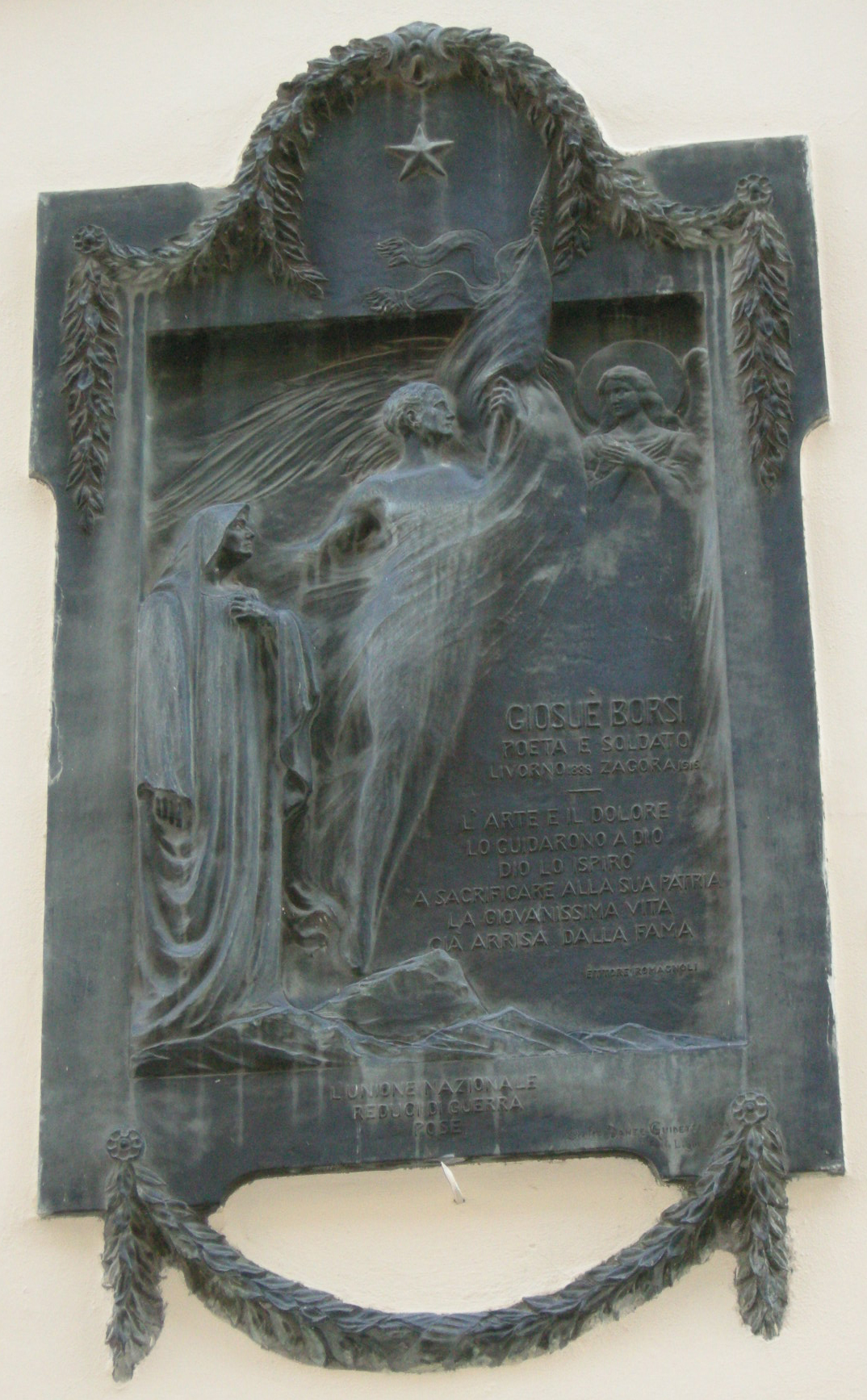
Lapide a Giosuè Carducci